# Meli Suárez
Amelia Suárez Navarrete, detta Meli (Madrid, 16 dicembre 1954), è un'ex cestista spagnola.

## Carriera
Con la Spagna ha disputato quattro edizioni dei Campionati europei (1974, 1976, 1978, 1980).